# Fusió aneutrònica

Reacció de fusió de liti-6 - deuteri: una reacció de fusió aneutrònica, amb energia alliberada transportada per partícules alfa, no neutrons.

La fusió aneutrònica és qualsevol forma de poder de fusió en què molt poca de l'energia alliberada és transportada pels neutrons. Mentre que les reaccions de fusió nuclear amb el llindar més baix alliberen fins a un 80% de la seva energia en forma de neutrons, les reaccions aneutròniques alliberen energia en forma de partícules carregades, normalment protons o partícules alfa. La fusió aneutrònica reeixida reduiria en gran manera els problemes associats a la radiació de neutrons, com ara la radiació ionitzant danyada, l'activació de neutrons, el manteniment del reactor i els requisits de blindatge biològic, manipulació remota i seguretat.
Com que és més senzill convertir l'energia de les partícules carregades en energia elèctrica que no pas convertir l'energia de les partícules no carregades, una reacció aneutrònica seria atractiva per als sistemes elèctrics. Alguns defensors veuen un potencial per a reduccions de costos espectaculars en convertir l'energia directament en electricitat, així com en eliminar la radiació dels neutrons, que són difícils de protegir. No obstant això, les condicions necessàries per aprofitar la fusió aneutrònica són molt més extremes que les necessàries per a la fusió deuteri-triti (DT) com a ITER.

## Història
Els primers experiments en el camp van començar l'any 1939, i els esforços seriosos han estat continus des de principis dels anys cinquanta.
Un dels primers seguidors va ser Richard F. Post a Lawrence Livermore. Va proposar capturar l'energia cinètica de les partícules carregades a mesura que s'esgotaven d'un reactor de fusió i convertir-la en voltatge per impulsar el corrent. Post va ajudar a desenvolupar els fonaments teòrics de la conversió directa, demostrat més tard per Barr i Moir. Van demostrar una eficiència de captura d'energia del 48 per cent a l'experiment de miralls en tàndem el 1981.
La fusió de Polywell va ser pionera pel difunt Robert W. Bussard el 1995 i finançada per la Marina dels EUA. Polywell utilitza confinament electroestàtic inercial. Va fundar EMC2 per continuar la recerca de polywell.
Un pols de picosegons d'un làser de 10 terawatts va produir fusions aneutròniques hidrogen-bor per a un equip rus el 2005. Tanmateix, el nombre de partícules α resultants (al voltant de 103 per pols làser) era baix.
El 2006, la màquina Z del Sandia National Laboratory, un dispositiu de pessic z, va arribar als 2.000 milions de kelvins i 300 keV.
El 2011, Lawrenceville Plasma Physics va publicar els resultats inicials i va esbossar una teoria i un programa experimental per a la fusió aneutrònica amb el focus de plasma dens (DPF). L'esforç va ser finançat inicialment pel Jet Propulsion Laboratory de la NASA. El suport per a altres investigacions de fusió aneutrònica DPF va venir del Laboratori d'Investigació de la Força Aèria.
El 2021, un equip rus va informar resultats experimentals en un dispositiu en miniatura amb confinament de plasma electrodinàmic (oscil·latori). El seu camp accelera els ions de bor i els protons fins a ~100–300 keV sota col·lisions d'ions oscil·lants. partícules α d'aproximadament 5×104 /4π (~10 partícules α/ns) es van obtenir durant el 4 μs de tensió aplicada.
L'empresa derivada australiana HB11 Energy es va crear el setembre de 2019. El 2022, van afirmar ser la primera empresa comercial que va demostrar la fusió.

## Definició
Les reaccions de fusió es poden classificar segons la seva neutronicitat: la fracció de l'energia de fusió alliberada com a neutrons energètics. L'estat de Nova Jersey va definir una reacció aneutrònica com aquella en què els neutrons no transporten més de l'1% de l'energia total alliberada, encara que molts articles sobre el tema inclouen reaccions que no compleixen aquest criteri.

## Barrera de Coulomb
La barrera de Coulomb és l'energia mínima necessària perquè els nuclis en una reacció de fusió superin la seva repulsió electroestàtica mútua. La força de repulsió entre una partícula amb càrrega +Z1 i una amb +Z2 és proporcional a (Z1×Z2)/r2, on r és la distància entre elles. La barrera de Coulomb enfront d'un parell de partícules carregades que reaccionen depèn tant de la càrrega total com de la distribució d'aquestes càrregues; la barrera és més baixa quan una partícula de Z baix reacciona amb una de Z alta i més alta quan els reactius tenen una càrrega aproximadament igual. Així, l'energia de barrera es minimitza per als ions amb menys protons.